# Крадихіно (селище)
Кради́хіно (рос. Крадихино) — селище у складі Кічменгсько-Городецького району Вологодської області, Росія. Входить до складу Єнангського сільського поселення.

## Населення
Населення — 181 особа (2010; 212 у 2002).
Національний склад (станом на 2002 рік):
- росіяни — 95 %